# 半狗亞科
半狗科（Hemicyonidae）是一科已滅絕像熊的食肉目熊科動物。牠們長約1.5米，高70厘米，身體比例像虎，而牙齒像狗。牠們生存於2200萬年前中新世的歐洲、亞洲及北美洲至200萬年前漸新世晚期的歐亞大陸及非洲。一般認為半狗科是肉食性及高度掠食。牠們不像現今的熊般是蹠行，而是趾行及有長的中骨。從此可見半狗科是活躍的獵食者及奔跑能手，估計是在平原群體獵食。牠們亦因此像狗而多於像熊。

## 分佈
半狗科的分類一直都很複雜。一些分類法將半狗科細分為兩個亞科，即毛半熊亞科（包括了毛半熊屬及Plithocyon）及半狗亞科（包括Zaragocyon、半熊屬及Dinocyon）。最早出現的半狗科是於2280-2000萬年前出現在西班牙的Phoberocyon hispanicus及Zaragocyon daamsi，而半狗科一直生活在歐洲。最早出現在北美洲的則是1900-1800萬年前的Phoberocyon johnhenryi。這個北美洲物種的下顎齒列特徵顯示較歐洲物種更為進化，在加利福尼亞州、新墨西哥州、內布拉斯加州、懷俄明州及科羅拉多州都有發現這個物種。在亞洲方面，最早的是中國山東山旺的楊氏毛半熊，牠與北美洲的Phoberocyon johnhenry非常接近。最近的是在內蒙古出現。半狗科的擴散可能是於1900萬年前自歐洲至北美洲，而Plithocyon有可能是毛半熊屬的後裔。
郊熊有時被認為是半狗科的成員，原因是牠有很多像半狗科的特徵，這更確切的顯示牠們是半狗科的親屬，而非熊科的親屬。郊熊在亞洲有最長的歷史。最原始及最早的形態是源自於900萬年前甘肅的三趾馬動物群。所有其他的郊熊形態都是於漸新世在歐亞大陸及非洲出現，使在900-530萬年前這個時間出現了一個空隙。在北美洲，郊熊突然在700萬年前出現，有可能是從歐亞大陸遷移過來的。郊熊化石在德克薩斯州、奧克拉荷馬州、加利福尼亞州及阿利桑那州都有發現。郊熊在北美洲及中美洲的出現都限制在亨菲爾階的下半期。
在巴拿馬可能發現了半狗科的化石證據，但卻不肯定是否屬於犬熊科。撇除在地理上接近南美洲，這些化石所在的動物群都是屬於北美洲的，而測年估計是1950-1400萬年前。